# Lie About Us
Lie About Us to trzeci singiel z albumu Director autorstwa Avanta wykonywany wspólnie z Nicole Scherzinger. Piosenka została napisana i wyprodukowana przez Beau Dozier.

## Informacje o utworze
W zakładce Avanta na stronie wytwórni Geffen była informacja, że singiel został wydany 21 lipca 2006 r. na stronie iTunes. Piosenka była początkowo napisana dla niemieckiego zespołu Bro’Sis i była wydana w Europie w 2004 r. na ich trzecim albumie zatytułowanym Showtime.

## Listy przebojów
| Lista przebojów (2006)                            | Pozycja |
| ------------------------------------------------- | ------- |
| UK Singles Chart                                  | 76      |
| U.S. Billboard Bubbling Under R&B/Hip-Hop Singles | 1       |